# Rebirth of Dissection
Rebirth of Dissection è il primo DVD del gruppo black metal svedese Dissection, pubblicato il 29 luglio 2006 da Escapi Music.
Il materiale è stato filmato in occasione del primo concerto della band dopo la riunione, svoltosi a Stoccolma il 30 ottobre 2004. Ne è stata pubblicata anche una versione con un CD bonus, in edizione limitata a 1 000 copie e acquistabile solo sul sito della Nuclear Blast.

## Tracce
1. At the Fathomless Depths - 2:05
2. Night's Blood - 7:37
3. Frozen - 4:16
4. Maha Kali - 6:24
5. Soulreaper - 6:57
6. No Dreams Breed in Breathless Sleep - 1:22
7. Where Dead Angels Lie - 7:59
8. Retribution - Storm of the Light's Bane - 5:41
9. Unhallowed - 7:10
10. Thorns of Crimson Death - 9:00
11. Heaven's Damnation - 4:31
12. In the Cold Winds of Nowhere - 5:01
13. Elizabeth Bathori (Tormentor cover) - 5:28
14. The Somberlain - 9:12
15. A Land Forlorn - 7:25

### Contenuti extra[1]
- Intervista con Jon Nödtveidt
- Galleria fotografica
- Video musicale di Starless Aeon
- Black Horizons live
- Backstage clip

### Edizione limitata[3]
1. At the Fathomless Depths
2. Night's Blood
3. Frozen
4. Soulreaper
5. Where Dead Angels Lie
6. Retribution - Storm of the Light's Bane
7. Unhallowed
8. Thorns of Crimson Death
9. Heaven's Damnation
10. In the Cold Winds of Nowhere
11. The Somberlain
12. A Land Forlorn

## Formazione[1]
- Jon Nödtveidt - voce, chitarra
- Set Teitan - chitarra
- Brice Leclercq - basso
- Tomas Asklund - batteria